# 井上微笑
井上 微笑（いのうえ びしょう、1867年8月1日（慶応3年7月2日） - 1936年（昭和11年）6月12日）は熊本県を拠点として働いた俳人。

## 経歴
1867年（慶応3年）、筑前国秋月（現・福岡県朝倉市）生まれ。本名藤太郎。福岡中学、東京英吉利法律学校（現・中央大学）を卒業し、佐賀県庁に入庁した。1892年（明治25年）父親の仕事の関係で、熊本県人吉市に移り住み、球磨郡湯前町役場に勤務する。傍ら句作に励み、夏目漱石を主宰に寺田寅彦ら五高生が中心となっておこした俳句結社紫溟吟社の銀杏に投句し、漱石より称賛された。
のち俳句結社白扇会を主宰し「白扇会報」を発刊する。1909年（明治42年）、九州日日新聞（現・熊本日日新聞）俳壇の選者となる。宮崎の杉田作郎、長崎の田中田士英、豊後高田の高井左川とともに九州俳壇の四天王と称された。没後、球磨郡上村（現・あさぎり町）在住の郷土史家高田素次により「井上微笑句集」が編まれた。